# Banco Português de Negócios
Die Banco Português de Negócios, kurz BPN war eine portugiesische Privatbank, die vor allem im Bereich des Investment Banking tätig gewesen ist. Sie hatte ihren Sitz in Porto. Präsident der BNP war Francisco Bandeira.
Die Bank wurde seit dem Jahr 2005 in einen Skandal verwickelt. Es ging um Steuerhinterziehung und Geldwäsche. Aufgrund  fehlender Liquidität wurde die Bank drei Jahre später unter dem Dach der portugiesischen Sparkasse Caixa Geral de Depósitos verstaatlicht.
Im März 2012 hat der portugiesische Staat die BPN für 40 Mio. Euro an die Banco BIC Português verkauft, die als Aktionäre die Tochter des Präsidenten von Angola, Isabel dos Santos hat, sowie dem reichsten Mann Portugals, Américo Amorim.

## Quelle
- Internetpräsenz der BPN